# 보그말
보그말(아일랜드어: Bodhmall)은 아일랜드 신화의 피니언 대계에 등장하는 인물이다.
여자 드루이드이며, 쿠월 막 트렌모르의 누이로, 쿠월의 아들인 핀 막 쿠월에게는 고모가 된다. 「핀의 유년기」에서 쿠월이 죽은 뒤 여전사 리어흐 루어크라와 함께 어린 핀을 거두어 길렀다. 
핀이 늙은 뒤 시점인, 핀과 디어머드, 그라너 사이의 삼각관계 연애담 「디어머드와 그라너의 추적」에서 핀에게 디어머드의  살해를 청부받아 독 묻은 표창을 디어머드에게 날리지만 죽이지는 못하고 역으로 살해당한다.,